# Bolsa de Valores de Oslo
A Bolsa de Valores de Oslo (em norueguês: Oslo Børs) é uma bolsa de valores noruguesa localizada em Oslo, capital do país.
Foi fundada em 1819 em Cristiânia (antiga designação de Oslo) para negociar navios, moedas estrangeiras, produtos e outros bens. Em 1881 a Bolsa de Valores de Oslo começou com a negociação de ações.

Desde 2001 a Bolsa de Valores de Oslo é uma empresa de capital aberto.

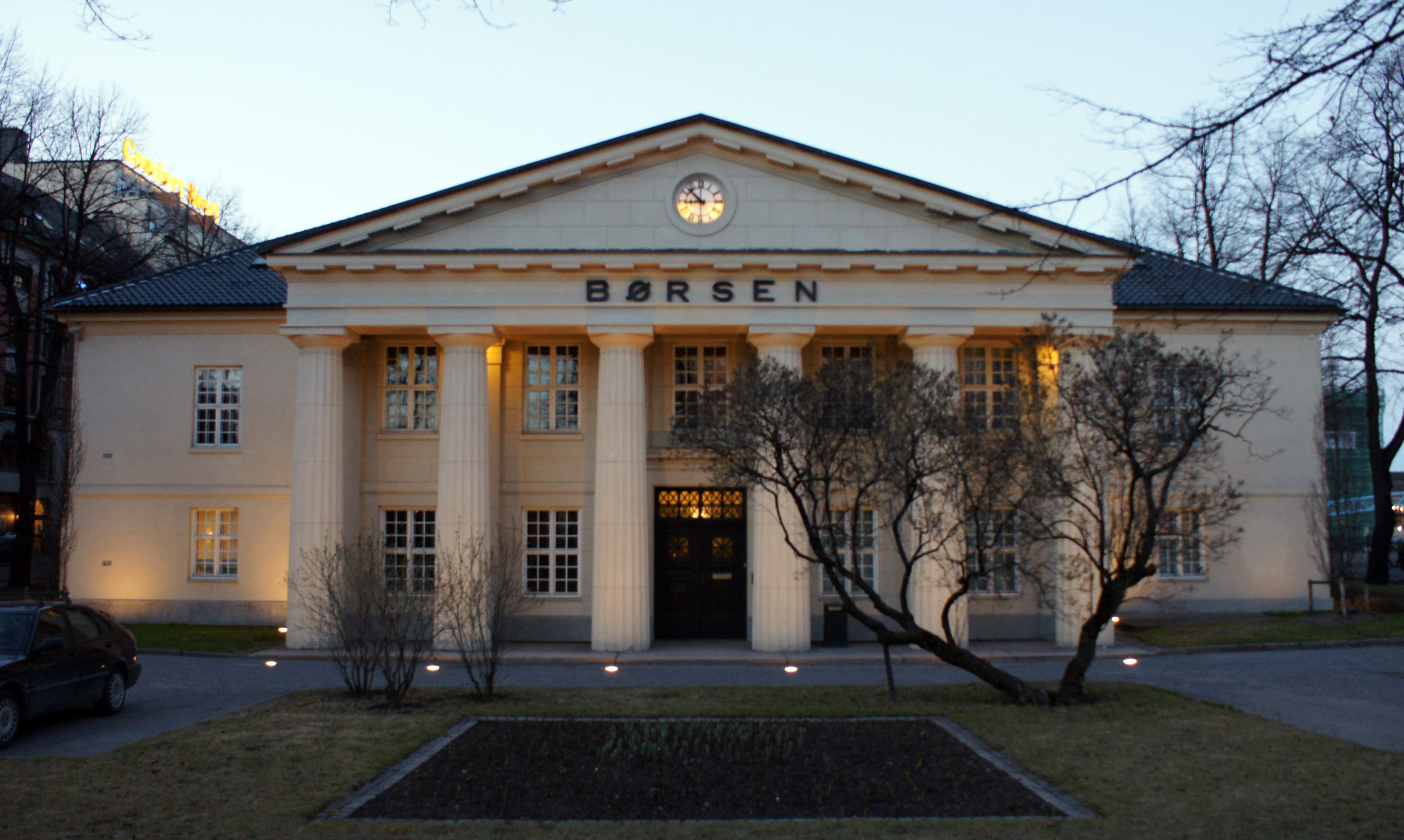
Oslo Børsen 2011

O OBX, uma relação das 25 companhias abertas da Noruega cujos papéis têm maior liquidez, é o mais importante índice financeiro da Bolsa de Valores de Oslo.

## Ligações externas

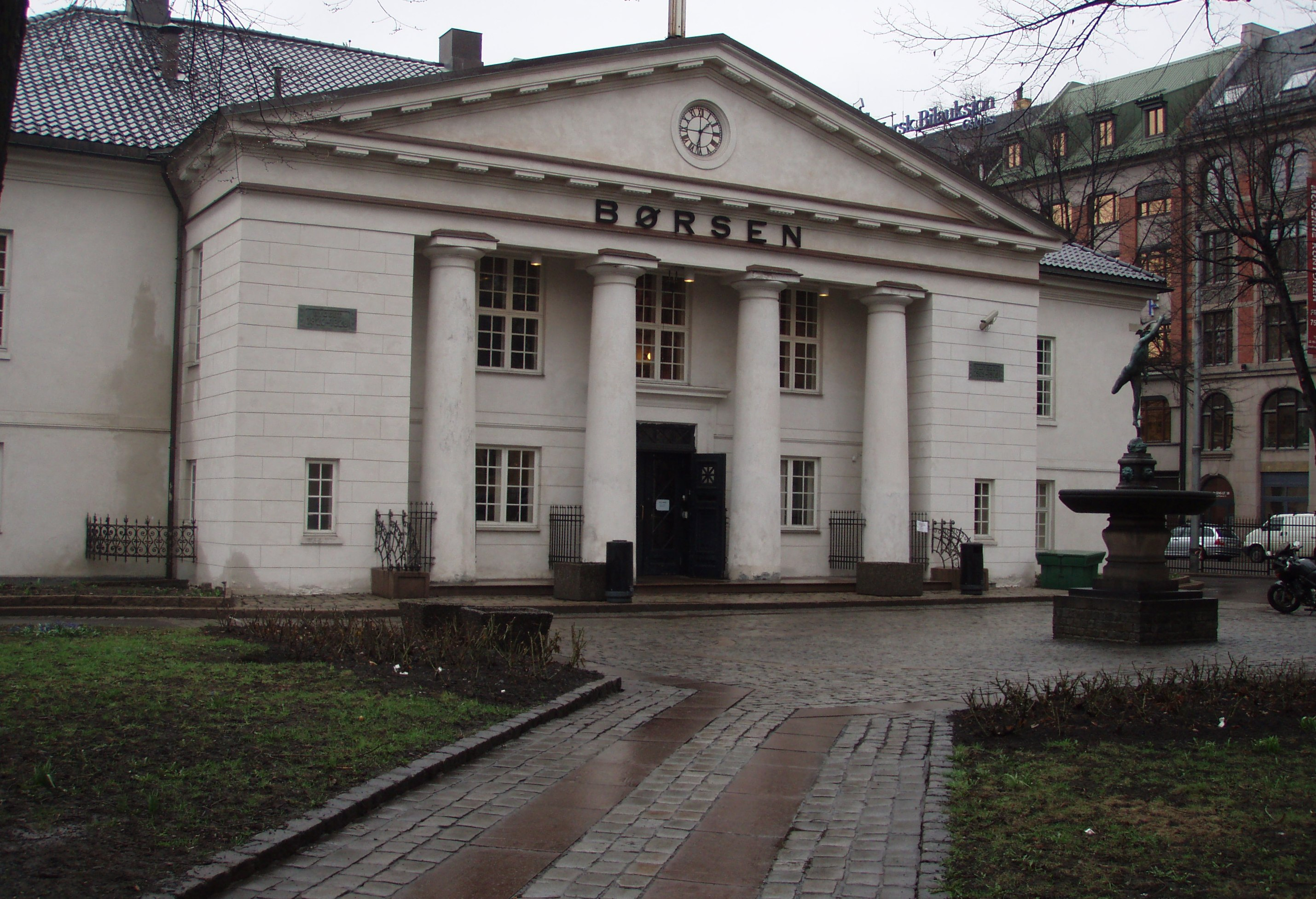
Bolsa de Valores de Oslo